# Frankfurt-Flughafen
Flughafen is een stadsdeel van Frankfurt am Main. Het stadsdeel ligt in het zuidwesten van Frankfurt. Flughafen is met 236 inwoners het minst bevolkte stadsdeel van Frankfurt. Het stadsdeel is genoemd naar de Luchthaven Frankfurt (Duits: Flughafen Frankfurt).

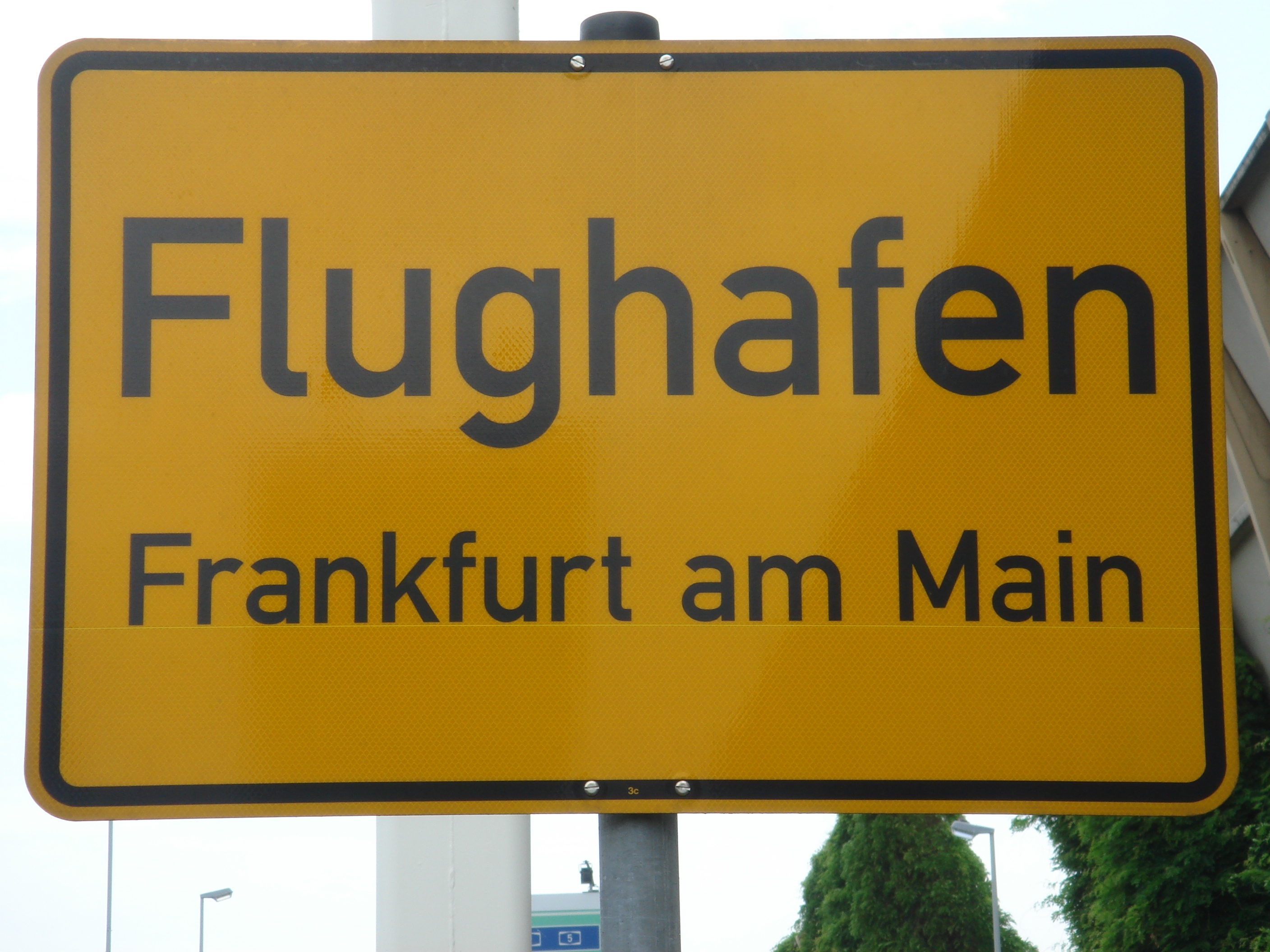
Het plaatsnaambord van Flughafen

Altstadt · Bahnhofsviertel · Bergen-Enkheim · Berkersheim · Bockenheim · Bonames · Bornheim · Dornbusch · Eckenheim · Eschersheim · Fechenheim · Flughafen · Frankfurter Berg · Gallus · Ginnheim · Griesheim · Gutleutviertel · Harheim · Hausen · Heddernheim · Höchst · Innenstadt · Kalbach-Riedberg · Nied · Nieder-Erlenbach · Nieder-Eschbach · Niederrad ·  Niederursel · Nordend · Oberrad · Ostend · Praunheim · Preungesheim · Riederwald · Rödelheim · Sachsenhausen · Schwanheim · Seckbach · Sindlingen · Sossenheim · Unterliederbach · Westend · Zeilsheim